# 1121
سنة 1121 كانت سنة بسيطة تبدأ يوم السبت (الرابط يظهر نموذج التقويم الكامل للسنة) من التقويم اليولياني.

## مواليد
- أبو الفتوح العجلي فقيه سني شافعي

## وفيات
- ابن القطاع الصقلي.
- الأفضل شاهنشاه.
- الطغرائي.
- مسعود سعد سلمان.